# 109.º Congresso dos Estados Unidos
O 109º Congresso dos Estados Unidos é composto da Câmara dos Representantes e do Senado. Tanto os senadores quanto os representante são todos eleitos por votação direta, com última eleição realizada em 2006, o 109º Congresso teva duração entre 3 de janeiro de 2005 a 3 de janeiro de 2007.
Durante o 109º Congresso, o partido republicano teve maioria no senado e na câmara, no senado 55 dos 100 senadores eram republicanos, e na câmara dos 435 representantes, 232 eram republicanos.

## Eventos
- 7 de novembro de 2006 é realizado as eleições legislativas, no senado o partido republicano obteve 26.674.169 votos, contra 32.929.202 votos do partido democrata, na câmara o partido republicano continua com a maioria de representantes.

## Legislação

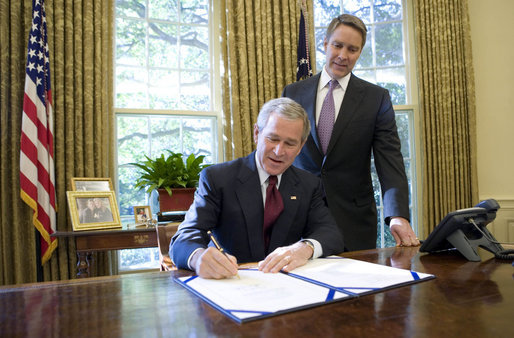
Bush assina tratado de paz com a Coreia do Norte

### Leis aceitas
- Class Action Fairness Act of 2005 [1]
- Palm Sunday Compromise
- Bankruptcy Abuse Prevention and Consumer Protection Act
- Family Entertainment and Copyright Act
- Tratado de Livre Comércio entre Estados Unidos, América Central e República Dominicana [2]
- Energy Policy Act of 2005 [3]
- Safe, Accountable, Flexible, Efficient Transportation Equity Act: A Legacy for Users
- Protection of Lawful Commerce in Arms Act
- Caribbean National Forest Act of 2005
- Presidential $1 Coin Program [4]
- Department of Defense Appropriations Act, 2006
- Deficit Reduction Act of 2005
- Tax Increase Prevention and Reconciliation Act of 2005
- Respect for America's Fallen Heroes Act [5]
- Adam Walsh Child Protection and Safety Act
- Federal Funding Accountability and Transparency Act of 2006
- Safe Port Act
- Military Commissions Act of 2006
- Secure Fence Act of 2006
- Stolen Valor Act of 2005
- Tax Relief and Health Act of 2006

### Leis não aceitas
- Personal Responsibility in Food Consumption Act
- Stem Cell Research Enhancement Act of 2005 Vetado
- Stem Cell Research Enhancement Act of 2005
- Jessica Lunsford Act
- Digital Transition Content Security Act
- Native Hawaiian Government Reorganization Act of 2005
- Comprehensive Immigration Reform Act of 2006

## Distribuição

### Senado

44 Senadores Democrata
1 Senador Independente, caucusing with Democrats
55 senadores Republicano

Durante o Congresso 109º a maioria foi republicana, durante 2005 a 2007, apenas o senador Jon Corzine renúnciou ao cargo para assimir o governo de Nova Jersey, foi substituído pelo também democrata Bob Menendez.
| Afiliacão | Partido     | Partido   | Partido                | Total |
| --------- | ----------- | --------- | ---------------------- | ----- |
| Afiliacão |             |           |                        | Total |
| Afiliacão | Republicano | Democrata | Independente           | Total |
| Membros   | 55          | 44        | 1                      | 100   |
| %         | 55%         | 45%       | 45%                    |       |
| Notas     |             |           | Senador como democrata |       |

### Câmara dos Representantes

Azul distrito com representação democrata e
Vermelho distrito com representação republicana

Durante todo o Congresso 109º o partido republicano teve maioria, controlando o senado e a câmara dos representantes.
| Afiliacão | Partido     | Partido   | Partido      | Total |
| --------- | ----------- | --------- | ------------ | ----- |
| Afiliacão |             |           |              | Total |
| Afiliacão | Republicano | Democrata | Independente | Total |
| Membros   | 232         | 201       | 1            | 435   |
| %         | 53%         | 47%       | 47%          |       |
| Notas     |             |           |              |       |

## Senado

### Composição
- Partido Republicano: 55
- Partido Democrata: 44
- Independente: 1

### Liderança
- Presidente: Dick Cheney (R - Wyoming)
- Presidente Pro Tempore: Ted Stevens (R - Alasca)

### Líder da Maioria
- Líder: Bill Frist (R - Tennessee)
- Assistente: Mitch McConnell (R - Kentucky)

### Líder da Minoria
- Líder: Harry Reid (D - Nevada)
- Assistente: Dick Durbin (D - Illinois)

### Senadores por estado
| Alabama - Richard Shelby (R) - Jeff Sessions (R) Alaska - Ted Stevens (R) - Lisa Murkowski (R) Arizona - John McCain (R) - Jon Kyl (R) Arkansas - Blanche Lincoln (D) - Mark Pryor (D) Califórnia - Dianne Feinstein (D) - Barbara Boxer (D) Colorado - Wayne Allard (R) - Ken Salazar (D) Connecticut - Chris Dodd (D) - Joe Lieberman (D) Delaware - Joe Biden (D) - Thomas Carper (D) Florida - Bill Nelson (D) - Mel Martinez (R) Georgia - Saxby Chambliss (R) - Johnny Isakson (R) | Hawaii - Daniel Inouye (D) - Daniel Akaka (D) Idaho - Larry Craig (R) - Mike Crapo (R) Illinois - Richard Durbin (D) - Barack Obama (D) Indiana - Dick Lugar (R) - Evan Bayh (D) Iowa - Chuck Grassley (R) - Tom Harkin (D) Kansas - Sam Brownback (R) - Pat Roberts (R) Kentucky - Mitch McConnell (R) - Jim Bunning (R) Luisiana - Mary Landrieu (D) - David Vitter (R) Maine - Olympia Snowe (R) - Susan Collins (R) Maryland - Paul Sarbanes (D) - Barbara Mikulski (D) | Massachusetts - Ted Kennedy (D) - John Kerry (D) Michigan - Carl Levin (D) - Debbie Stabenow (D) Minnesota - Mark Dayton (D) - Norm Coleman (R) Mississippi - Thad Cochran (R) - Trent Lott (R) Missouri - Kit Bond (R) - James Talent (R) Montana - Max Baucus (D) - Conrad Burns (R) Nebraska - Chuck Hagel (R) - Ben Nelson (D) Nevada - Harry Reid (D) - John Ensign (R) New Hampshire - Judd Gregg (R) - John E. Sununu (R) New Jersey - Frank Lautenberg (D) - Jon Corzine (D) | Novo México - Pete Domenici (R) - Jeff Bingaman (D) New York - Charles Schumer (D) - Hillary Clinton (D) North Carolina - Elizabeth Dole (R) - Richard Burr (R) North Dakota - Kent Conrad (D) - Byron Dorgan (D) Ohio - Mike DeWine (R) - George Voinovich (R) Oklahoma - James Inhofe (R) - Tom Coburn (R) Óregon - Ron Wyden (D) - Gordon Smith (R) Pennsylvania - Arlen Specter (R) - Rick Santorum (R) Rhode Island - Jack Reed (D) - Lincoln Chafee (R) South Carolina - Lindsey Graham (R) - Jim DeMint (R) | South Dakota - Tim Johnson (D) - John Thune (R) Tennessee - Bill Frist (R) - Lamar Alexander (R) Texas - Kay Bailey Hutchison (R) - John Cornyn (R) Utah - Orrin Hatch (R) - Robert Bennett (R) Vermont - Patrick Leahy (D) - Jim Jeffords (I) Virginia - John Warner (R) - George Allen (R) Washington - Patty Murray (D) - Maria Cantwell (D) West Virginia - Robert Byrd (D) - Jay Rockefeller (D) Wisconsin - Herbert Kohl (D) - Russ Feingold (D) Wyoming - Craig Thomas (R) - Michael Enzi (R) |

## Câmara dos Representantes

### Composição
- Partido Republicano: 232
- Partido Democrata: 202
- Independente: 1

### Liderança
- Presidente da Câmara: Dennis Hastert (R - Illinois)

### Líder da Maioria
- Líder:
- Tom DeLay (R - Texas)
- Roy Blunt (R - Missouri)

### Líder da Minoria
- Líder: Nancy Pelosi (D - Califórnia)
- Assistente: Steny Hoyer (D - Maryland)

### Principais representantes
- Joe Barton (R-TX)
- Sherrod Brown (D-OH)
- Mike Capuano (D-MA)
- Benjamin Cardin (D-MD)
- Edward Case (D-HI)
- Ben Chandler (D-WV)
- Barbara Cubin (D-WY)
- Elijah Cummings (D-MD)
- Randy Duke Cunningham (R-CA)
- Tom DeLay (R-TX)
- John Dingell (D-MI)
- Thomas Foley (R-FL)
- Harold Ford (D-TN)
- Barney Frank (D-MA)
- Katherine Harris (R-FL)
- Mark Green (R-WI)
- Peter Hoekstra (R-MI)
- Duncan Hunter (R-CA)
- Henry Hyde (R-IL)
- Steve Israel (D-NY)
- Darrell Issa (R-CA)
- Jesse Jackson, Jr. (D-IL)
- Bobby Jindal (R-LA)
- Mark Kennedy (R-MT)
- Patrick Kennedy (D-RI)
- Dennis Kucinich (D-OH)
- Tom Lantos (D-CA)
- Barbara Lee (D-CA)
- Jerry Lewis (R -CA)
- Robert Menenedez (D-NJ)
- Jim McGovern (D-MA)
- George Miller (D-CA)
- John Murtha (D-PA)
- Jim Nussle (R-IA)
- Jim Oberstar (D-MT)
- David Obey (D-WI)
- Major Owens (D-NY)
- Mike Oxley (R-OH)
- Ron Paul (R-TX)
- Rob Portman (R-OH)
- Charles Rangel (D-WI)
- Bernie Sanders (I-VT)
- Jim Sensenbrenner (R-WI)
- Ike Skelton (D-MO)
- John Spratt (D-SC)
- Ted Strickland (D-OH)
- Tom Tancredo (R-CO)
- Mark Udall (D-CO)
- Tom Udall (D-NM)
- Henry Waxman (D-CA)
- Mel Watt (D-SC)
- Lynn Woolsey (D-CA)
- David Wu (D-OR)
- Donald Young (R-AK)